# Akaflieg Darmstadt
La Section aéronautique de l’Académie de Darmstadt (Akademische Fliegergruppe an der Technischen Hochschule Darmstadt), Akaflieg Darmstadt en abrégé, a été fondée en 1920. Elle est surtout connue pour ses planeurs, qui remportèrent de nombreuses compétitions et établirent un certain nombre de records du monde avant la Seconde Guerre mondiale. Avec plus de 40 appareils développés à ce jour c’est aussi une des plus actives sections aéronautiques universitaires allemandes. Elle a aussi réalisé plusieurs avions intéressants durant l’entre-deux-guerres et participé aux travaux du Professeur Alexander Lippisch sur les ailes delta.

## Les réalisations de l'Akaflieg Darmstadt

### Avant laSeconde Guerre mondiale
- Darmstadt D 1 : Planeur monoplace dessiné par Eugen von Lössl. Monoplan parasol de 12,2 m d’envergure, contrôlé par gauchissement de l’aile. Il a effectué son premier vol le 18 mars 1921 et participé au Compétition de vol à voile de la Rhön en septembre suivant.
- Darmstadt D 2 Pumpelmeise : Planeur monoplace construit en 1920 et 1921, caractérisé par une voilure très épaisse, l’avant du fuselage étant noyé dans le profil.
- Darmstadt D 3 Nolleputzchen : Planeur monoplan monoplace dessiné par F. Nicolaus en 1920 et construit en 1921. Le pilote de cet appareil de 10 m d’envergure était installé au niveau du bord d’attaque de l’aile haute, qui était échancrée pour le passage de sa tête.
- Darmstadt D 4 Edith : Planeur monoplan monoplace de 12,6 m d’envergure. Dessiné par E.Thomas, cet appareil en bois entoilé est le premier d’une longue série de machines similaires qui aboutiront au Falke puis au Grunau. C’est un monoplan à aile haute haubanée reposant sur un patin central.
- Darmstadt D 5 Flohschwanz : Planeur biplan monoplace construit en 1922. Initialement le pilote devait être accroché sous la cellule mais une courte nacelle fut ajoutée en cours de construction, l’empennage étant supporté par une poutre porte-empennages.
- Darmstadt D 6 Geheimrat : Évolution du Darmstadt D 4 dessiné par L.Hoffmann et F.Nicolaus et construit en 1922. La voilure de 12,1 m d’envergure n’était plus rectangulaire, mais coiffée de panneaux trapézoïdaux, et son incidence réglable en vol.
- Darmstadt D 7 Margarete : Planeur monoplan biplace d’école construit en 1923. Résultat d’un travail collectif, l’aile haute contreventée affectait un profil Göttingen 533 dans sa partie centrale rectangulaire, devenant symétrique dans la partie externe de forme trapézoïdale arrondie. Cet appareil a battu plusieurs records.
- Darmstadt D 8 Karl der Grosse : Motoplaneur biplace dessiné par K.Plauth et construit en 1923. Il s’agissait en fait d’un monoplan à aile haute de 14 m d’envergure reposant sur deux roues dont l’axe était noyé dans la base du fuselage. Cet appareil étant destiné à l’école, le pilote et l’instructeur étaient installés en tandem dans un poste ouvert sous la voilure contreventée. Une petite série a été construite par la firme Bahnbedarf AG de Darmstadt sous la désignation Bahnbedarf D I.
- Darmstadt D 9 Konsul : Planeur monoplace dérivé du Darmstadt D 7 réalisé en 1923. L’envergure passait de 15,3 à 18,2 m et n’était plus contreventée.
- Darmstadt D 10 Hessen : Planeur monoplan monoplace léger (76 kg) à aile haute construit en 1923. Difficile à piloter malgré des modifications apportées en 1926.
- Darmstadt D 11 Mohamed : Avion monoplace de sport dessiné par D. v. Messenbach et F. Hoppe en 1924, cet appareil [D-611] participa au concours des avions légers de la Rhön en 1924, où il connut un certain succès. C'était un monoplan à aile basse cantilever de grand allongement et train fixe caréné à voie étroite construit en bois et toile. Le carénage prolongeant l’appui-tête du pilote pouvait s’ouvrir, permettant d’embarquer un passager assis le dos au pilote. Avec un moteur Blackburn Tomtit de 20 ch il atteignait 110 km/h.
- Darmstadt D 12 Roemryke Berge : Planeur monoplan monoplace de 16 m d’envergure. Cet appareil à aile haute cantilever construit en 1924 permit en 1926 à Nehring de réaliser le premier aller-retour en planeur avec but déterminé à l’avance.
- Darmstadt D 13 Mohamed II : Version monoplace de voltige du Darmstadt D 11, modifiée par P. Laubenthal et G. Reidenbach en vue d’une production de série. Le prototype ne fut jamais achevé.
- Darmstadt D 14 : Biplace de sport et de tourisme réalisé en 1927 par H. Koch et R. Preuschen, qui remporta le premier prix de la compétition organisée par la Röhn-Rossitten Gesellschaft et l’Idaflieg. Biplace en tandem à aile basse contreventée, moteur ABC Scorpion Mk II de 40 ch.
- Darmstadt D 15 Westpreussen : Planeur monoplace, monoplan à aile haute cantilever construit en bois et toile. Sur cet appareil, typique de ce qu’on a appelé l’École Darmstadt, qui fut dessiné par H. Hofmann et construit en 1926, Ferdinand Schulz a battu tous les records du monde pour planeur monoplace.
- Darmstadt D 16 : Projet qui donna naissance au Darmstadt D 18.
- Darmstadt D 17 Darmstadt : Planeur monoplan monoplace de 16 d’envergure dessiné par H. Völker et construit en 1927. Présenté en 1928 aux États-Unis, il a été vendu à Jack O’Meara qui l’a rebaptisé Chanute et avec lequel il a remporté plusieurs records américains.
- Darmstadt D 18 : Biplan biplace de sport.
- Darmstadt D 19 Darmstadt II : Planeur monoplan monoplace à aile haute construit en 1928. La voilure (18 m d’envergure) avait des panneaux externes elliptiques.
- Darmstadt D 20 Starkenburg : Planeur monoplan monoplace, version améliorée du Darmstadt D 15 construit en 1929. Accidenté, il a été reconstruit comme Würzburg par A.Endres.
- Darmstadt D 21 : Projet en 1930 d’un monoplace de voltige par F. Fecher.
- Darmstadt D 22 : Dérivé du Darmstadt D 18
- Darmstadt D 23 : Projet de biplan monoplace dessiné en 1930 par V.Caspar
- Darmstadt D 24 : Monoplan de tourisme, biplace côte à côte à aile haute et cabine fermée signé G.Horn en 1930.
- Darmstadt D 28 Windspiel : Planeur léger de compétition, monoplace à aile haute trapézoïdale de 12 m d’envergure. Cet appareil a connu plusieurs versions, D 28 (72 kg), D 28a (54 kg) et D 28b (83 kg) et a remporté le record du monde de distance (vol libre) avec 240 km en 1934, puis celui de vol avec objectif (Darmstadt-Saarbruck, 140 km) le 8 mars 1935.
- Darmstadt D 29 : Biplace expérimental destiné à étudier le comportement des fentes de bord d’attaque Lachmann et des stabilisateurs en T. Dessiné par H.J. Biedermann et H. Voigt et construit en 1937, c'était un monoplan à aile basse et train classique fixe caréné de construction mixte. Un seul prototype [D-EILE]
- Darmstadt D 30 Cirrus : Planeur monoplace de compétition. Ce monoplan de construction mixte à voilure trapézoïdale de grand allongement se caractérisait par un fuselage très court, l’empennage étant porté par une fine poutre. Il porta à 305 km le record mondial de vol aller-retour avec but déterminé le 7 juillet 1938 (Brême-Lübeck, 305 km).
- Darmstadt D 31 : Version biplace en tandem du Darmstadt D 30.
- Darmstadt D 32 : Monoplace de sport réalise en 1938 par R. Nusslein et H. Zacher. Monoplan à aile basse cantilever, train classique fixe et poste ouvert, moteur en étoile Bramo Sh 14A de 160 ch

### Durant laSeconde Guerre mondiale
- Darmstadt D 33 : Voir Lippisch DM-1

### Depuis laSeconde Guerre mondiale
- Akaflieg Darmstadt D-34 : Planeur monoplace, monoplan à aile haute et empennage en T. Première réalisation de l’Akaflieg Darmstadt après la Seconde Guerre mondiale, il a donné lieu à plusieurs versions, le but étant de tester les techniques de construction de planeur.
  - D-34a : Modèle 1955. Construction en bois et toile, atterrisseur à patin.
  - D-34b : Modèle 1957. Nouveau fuselage, reposant sur une roue centrale. Voilure de construction similaire au précédent, mais agrandie de 8 m2 pour atteindre un allongement de 20.
  - D-34c : Modèle 1958. Fuselage à revêtement métallique.
  - D-34d : Modèle 1961. Fuselage identique à celui du D-34b, voilure en résine. Détruit sur accident le 25 juillet 1965.
- Akaflieg Darmstadt D-35 :Planeur biplace de construction mixte, métal et résine, empennage papillon. La construction de cet appareil de 19 m d’envergure débuta en 1959, mais s’avéra très difficile et fut abandonnée en 1961.
- Akaflieg Darmstadt D-36 Circe : Planeur monoplace, monoplan à aile médiane et empennage en T construit en résine et balsa. Le projet fut lancé en 1962 et 2 prototypes mis simultanément en chantier. Le D-36 V1 a effectué son premier vol le 28 mars 1964à Gelnhausen. La même année il permit à Gerhard Waibel de devenir champion d’Allemagne en Classe Libre, et de prendre la seconde place aux Championnats du Monde en 1965. Cet appareil fut perdu en 1967 mais a donné lieu à une version de série, l'Alexander Schleicher ASW 12.
- Akaflieg Darmstadt D-37 Artemis : Motoplaneur monoplace construit en résine, c’est un monoplan à aile médiane et empennage en T d’une conception similaire au D-36, un moteur Wankel, insuffisant pour assurer seul le décollage de cette machine de 18 m d’envergure, s’escamotant dans le fuselage. Construit en 1967, le prototype (D-37a) a par la suite été modifié en D-37b.
- Akaflieg Darmstadt D-38 : Planeur monoplace, monoplan à aile médiane et empennage en T répondant à la Classe Standard lancée en 1970. Cet appareil en résine et balsa dessiné par W.Dirks a servi de prototype au planeur Glaser-Dirks DG-100.
- Akaflieg Darmstadt D-39 : Motoplaneur monoplace de 15 m d’envergure qui a pris l’air en 1979. Construit en résine, il devait recevoir 2 moteurs Wankel entrainant une hélice montée au sommet d’un mat dorsal escamotable. Des problèmes de synchronisation entrainèrent l’abandon de cette formule, l’appareil étant alors modifié en D-39b Mc Hinz avec un Limbach de 65 ch situé à l’avant du fuselage. Le D-39HKW est doté d’une voilure portée de 17,5 à 20 m.
- Akaflieg Darmstadt D-40 :Planeur monoplace, monoplan à aile médiane et empennage en T construit en résine et matériaux composites en 1981. C’est une machine de ‘nouvelle génération’, avec des volets se reculant pour augmenter la surface de l’aile, sur lequel ont depuis été ajoutés des winglets.
- Akaflieg Darmstadt D-41 : Planeur biplace côte à côte, monoplan à aile médiane et empennage en T de 20 m d’envergure sorti en 1993. Construit entièrement en résine.
- Akaflieg Darmstadt D-42 : Motoplaneur monoplace devant utiliser l’énergie solaire pour entrainer son hélice. Le projet remporta en 1996 le Concours d’Avion Solaire Berblinger organisé par la ville d’Ulm, mais, pour des raisons économiques, aucun prototype ne fut réalisé.
- Akaflieg Darmstadt D-43 : Projet de planeur d’école biplace côte à côte dont la réalisation a été lancée en 1995. Ce planeur doit être équipé de siéges éjectables, l’Akaflieg Darmstadt ayant entrepris parallèlement à la construction de ce planeur l’étude du système SOTEIRA, qui devrait permettre l’éjection d’un planeur en toute sécurité à moins de 400 m d’altitude.